# Boquerón (municipio de Paraguay)
Boquerón (también conocido como Neuland antes de su distritación) es un municipio de Paraguay de origen menonita ubicado en el departamento de Boquerón y que se encuentra a 466 km de Asunción.

## Toponimia
Su antiguo nombre de "Neuland" significa «tierra nueva» en idioma alemán y fue fundada por colonos menonitas de origen alemán, siendo su colonia más joven en esta región.
Su actual nombre de Boquerón viene del nombre del Departamento de Boquerón y este a su vez del Fortín Boquerón. Este término proviene de la palabra "boquera", del latín bucca (boca), haciendo referencia a la "Boca del bosque", es decir, una apertura en medio del bosque para crear terrenos llanos para habitar, cultivar o criar ganado. Un nombre bastante apropiado para un asentamiento creado en medio de la gran selva chaqueña.

## Clima
El clima es tropical continental, con una máxima de 50 °C en verano, y una mínima de 0 °C en invierno. La media es de 25 °C. Se presentan largas sequías seguidas de torrenciales lluvias.

## Geografía
Llanura que no sobrepasa los 300 m sobre el nivel del mar. Existen ondulaciones esporádicas y las tierras son fértiles para la agricultura y la ganadería.
Está cerca de Filadelfia, la capital del Departamento Boquerón, y no lejos del vecindario del Departamento Presidente Hayes. Neuland está comprendida en el Gran Chaco.

## Historia y turismo
Posee un Museo de la Historia de la Colonización, y un Monumento Recordatorio de la Guerra del Chaco (1932-1935).
El mensuario Neuland – Informiert und Diskutiert es uno de varios periódicos en idioma alemán en Paraguay.
En el mes de mayo se realiza el Rodeo de Neuland.
La Escuela Profesional de Neuland cuenta con apoyo del Ministerio de Agricultura de Baviera, Alemania y en el lugar se forman numerosos técnicos que posteriormente aplican sus conocimientos en la región.
En el distrito se encuentra el Fortín Boquerón, donde se libró la primera batalla decisiva de la Guerra del Chaco, el 29 de septiembre de 1932. Una estatua, obra de Hermann Guggiari se alza en el lugar. Se puede apreciar también los inicios de la colonia y los trabajos de los primeros pobladores de Neuland.
El Departamento de Relaciones Públicas de la Cooperativa Neuland está desarrollando un programa de turismo educativo, de manera a mostrar la interacción étnica, los lugares donde se desataron las batallas de la Guerra del Chaco, las reservas naturales, la fauna y la flora de la región, las estancias de los lugareños, entre otros atractivos de interés turístico. Los turistas pueden apreciar en la visita a las estancias y reservas naturales la rica y diversa fauna y flora del Chaco.
El ecosistema del Chaco es muy sensible por lo que un turismo masivo no es recomendable, se recomienda realizar turismo ecológico con carácter educativo.
El Parque Amistad, se conserva en iguales condiciones de como se encontraba el Chaco 60 años atrás. 
La Cooperativa Neuland, consciente del creciente interés turístico que despierta la zona y reconociendo la importancia de la mejorar la infraestructura para recibir a los turistas, busca de manera constante implementar proyectos de atracción.
El 13 de enero de 2021 la localidad se convirtió en distrito, separándose del municipio de Mariscal Estigarribia.

## Transporte
Se llega a Lagerenza por un desvío de la Ruta IX, Transchaco, hasta el Cruce los Pioneros, en el km 413 y de allí por un camino en muy buen estado.

## Educación y cultura
En Neuland es muy importante la cultura y la educación, la música y el canto se destacan entre las principales formas de arte, la prestigiosa Orquesta Sinfónica Juvenil cuenta con músicos instruidos por artistas internacionales. En 1993 se creó el Centro de Educación Musical que se encarga de la instrucción a los futuros músicos, ensayos y presentaciones de obras: música clásica, popular de las diferentes culturas que convergen en la región.
El Coro Alegría está conformado por personas con algunas dolencias o poco integradas a la sociedad, además de personas de la tercera edad; es como una terapia y como distracción. En los hospitales con pacientes en situaciones difíciles el coro se convierte en un aliciente, el mismo se formó por recomendación de los médicos del Hospital de Neuland.
Otra preocupación importante para Neuland es la educación. Los primeros colonos, antes de construir sus casas, priorizaron la educación, por lo que muchas veces las clases se dieron a la sombra de los árboles; para los pobladores, la educación es la mejor inversión que pueden realizar.
En cuanto a infraestructura, las instituciones de educación primaria y secundaria cuentan con modernas aulas, laboratorios y talleres para las prácticas y pruebas. La educación es obligatoria hasta el noveno grado. Los alumnos de las escuelas y colegios de las aldeas y del centro de la localidad cuentan con un transporte escolar administrado por la Cooperativa.
En cuanto a la educación universitaria, la Cooperativa otorga becas para estudios en Asunción o en el extranjero a las personas que hayan concluido sus estudios universitarios con el compromiso de que cuando los concluyan brinden a la comunidad su trabajo como ayuda para el desarrollo de todos.
La capacitación también es un aspecto importante para Neuland, se han creado instituciones de capacitación profesional, en donde se forman ganaderos, tamberos, agricultores, carpinteros, mecánicos, secretarias, contadores entre otros; y formación docente, donde se preparan los futuros profesores, que posteriormente pueden enseñar en las escuelas primarias del país.

## Demografía
La mayoría de sus habitantes están compuestos por personas de tres grupos principales: menonita alemán, indígenas y mestizos paraguayos.
Dentro del amplio territorio del municipio que llega hasta el Rio Pilcomayo en la frontera con Argentina, se pueden encontrar algunos núcleos urbanos como:
- Virgen de Fátima (Ex Línea 32)
- Santa María de los Doce Apóstoles (Ex Línea 12)
- Magariños
- Fortín Ayala Velázquez
- Laguna Agropil
- Campo Ampú
- Fortín Joel Estigarribia
- Magariños
- La Pava
- El Solitario
- Pirizal
- Virgen del Rosario
- Comunidad Indígena La Princesa
- Comunidad Indígena Yeshinachat
- Comunidad Indígena Santa Marta[5]

## Economía
Luego de varios inconvenientes Neuland se ha convertido en una comunidad prospera y hermosa.
Es una zona agrícola, se cultivan maní, algodón, sorgo y sésamo. Además es una importante zona de producción ganadera, ganado para carne y para la producción de lácteos.

## Salud
En el hospital Concordia de Neuland se cuentan con modernos equipamientos y salas de operaciones, farmacia y ambulancia a total disposición de los médicos.
Para los asociados de la Cooperativa existe la posibilidad de ingresar a una caja hospitalaria, como un seguro médico. El hospital cuenta con guardias permanentes para atender a los pacientes.
Se desarrollan actividades de orientación en salud, educación, familia, espiritualidad como servicios a discapacitados, huérfanos, adolescentes y enfermos.
Debido al progreso de la colonia mennonita, se produjo la migración de la población indígena hacia las colonias, donde reciben educación, atención médica y orientación económica.